# 루나틱 하이
루나틱 하이(Lunatic-Hai)는 대한민국의 발로란트, 레인보우 식스 시즈 프로게임단으로 과거 오버워치, 카운터 스트라이크, 스페셜포스2, 블랙스쿼드 프로게임단을 운영했다.(스페셜포스2, 블랙스쿼드는 프로게임단 이전에 운영됐다.)

## 경기 기록

### 오버워치 (해체)

#### 1팀
- 로지텍 G 오버워치 토너먼트 챔피언십 준우승
- 제닉스배 오버워치 파워리그 준우승
- 오버워치 APAC 프리미어 준우승
- 인텔 오버워치 APEX 시즌 1 8강
- 오버워치 APAC 인비테이셔널 우승
- IEM 시즌 11 경기 준우승
- 핫식스 오버워치 APEX 시즌 2 우승

- 핫식스 오버워치 APEX 시즌 4 8강
- 서울컵 OGN 슈퍼 매치 우승
- 오버워치 넥서스컵 2017 애뉴얼 4위

#### 2팀
- 오버워치 APEX 챌린저스 시즌 4 3위

=== 레인보우 식스 시즈 === (해체)
- 경기 국제 e스포츠 대회 8강
- 레인보우 식스 시즈 코리안 트라이얼 어텀 2020 우승
- IEF 2020 강남 레인보우 식스 시즈 부문 준우승
- 레인보우 식스 코리안 오픈 윈터 2020 6위

## 소속 선수

### 레인보우 식스 시즈
| 이름   | 아이디     |
| ------ | ---------- |
| 안종건 | GimGunGuri |
| 도기천 | DOGI       |
| 천은상 | F3ra       |
| 장지연 | JJangDDol  |
| 장권재 | HoundBird  |
| 박소민 | Kitty      |
| 김성현 | Hiro       |